# MPP-61
MPP-61 (ros. МПП-61) – sowiecka, powojenna przeciwgąsienicowa mina przeciwpancerna..
Mina MPP-61 miała cylindryczny korpus wykonany z tworzywa sztucznego wypełniony 6,35 kg lanego trotylu. Mina była uzbrajana zapalnikiem MUND-62 z zapałem ZND (czas opóźnienia wybuchy 1,2 lub 3 s). Dodatkowo minę można było przekształcić w minę nieusuwalną poprzez wkręcenie w dno zapalnika naciągowego MUW i przekształcić w minę-pułapkę.
Duża wadą miny była niska odporność na wybuchy ładunków wydłużonych czy nacisk trałów walcowych. Dlatego miny MPP-61 jako przestarzałe zostały wycofane z uzbrojenia Armii Radzieckiej, a Wojsko Polskie zakupiło tylko partię próbną min MPP-61.